# World Grand Prix 2004
Il XII World Grand Prix di pallavolo femminile si è svolto dal 9 luglio al 1º agosto 2004. Dopo la fase a gironi che si è giocata dal 9 al 24 luglio, la fase finale, a cui si sono qualificate le prime cinque squadre nazionali classificate nella fase a gironi, più l'Italia, paese ospitante, si è svolta dal 28 luglio al 1º agosto a Reggio Calabria, in italia. La vittoria finale è andata per la quarta volta al Brasile.

## Squadre partecipanti

### Asia
- Cina
- Corea del Sud
- Giappone
- Thailandia

### Europa
- Germania
- Italia
- Polonia
- Russia

### America
- Brasile
- Cuba
- Rep. Dominicana
- Stati Uniti

## Fase a gironi

### Primo week-end
| Gruppo A                                                | Gruppo B                                            | Gruppo C                                      |
| ------------------------------------------------------- | --------------------------------------------------- | --------------------------------------------- |
| Sede: Bangkok Corea del Sud Cuba Stati Uniti Thailandia | Sede: Miao Li Brasile Cina Germania Rep. Dominicana | Sede: Kawasaki Giappone Italia Polonia Russia |

### Secondo week-end
| Gruppo D                                                   | Gruppo E                                           | Gruppo F                                     |
| ---------------------------------------------------------- | -------------------------------------------------- | -------------------------------------------- |
| Sede: Manila Brasile Corea del Sud Polonia Rep. Dominicana | Sede: Hong Kong Cina Italia Stati Uniti Thailandia | Sede: Giacarta Cuba Germania Giappone Russia |

### Terzo week-end
| Gruppo G                                             | Gruppo H                                        | Gruppo I                                       |
| ---------------------------------------------------- | ----------------------------------------------- | ---------------------------------------------- |
| Sede: Rostock Germania Russia Stati Uniti Thailandia | Sede: Hefei Cina Italia Polonia Rep. Dominicana | Sede: Jeju Brasile Corea del Sud Cuba Giappone |

## Fase finale - Reggio Calabria

### Gironi
| Gruppo A                | Gruppo B              |
| ----------------------- | --------------------- |
| Cina Italia Stati Uniti | Brasile Cuba Germania |

### Finali 1º e 3º posto
|  | Semifinali  | Semifinali  | Semifinali |        |         | Finale 1º/2º posto | Finale 1º/2º posto | Finale 1º/2º posto |  |
|  |             |             |            |        |         |                    |                    |                    |  |
|  | Stati Uniti | Stati Uniti | 2          |        |         |                    |                    |                    |  |
|  | Stati Uniti | Stati Uniti | 2          |        |         |                    |                    |                    |  |
|  | Brasile     | Brasile     | 3          |        |         |                    |                    |                    |  |
|  | Brasile     | Brasile     | 3          |        | Brasile | Brasile            | 3                  |                    |  |
|  |             |             |            |        | Brasile | Brasile            | 3                  |                    |  |
|  |             |             | Italia     | Italia | 1       |                    |                    |                    |  |
|  | Italia      | Italia      | Italia     | Italia | 1       | 3                  |                    |                    |  |
|  | Italia      | Italia      |            |        |         | 3                  |                    |                    |  |
|  | Cuba        | Cuba        | 1          |        |         | Finale 3º/4º posto | Finale 3º/4º posto | Finale 3º/4º posto |  |
|  | Cuba        | Cuba        | 1          |        |         |                    |                    |                    |  |
|  |             |             |            |        |         |                    |                    |                    |  |
|  |             |             |            |        |         | Stati Uniti        | Stati Uniti        | 3                  |  |
|  |             |             |            |        |         | Stati Uniti        | Stati Uniti        | 3                  |  |
|  |             |             |            |        |         | Cuba               | Cuba               | 0                  |  |

## Podio

### Campione
Formazione: 1 Walewska de Oliveira, 2 Elisângela de Oliveira, 3 Érika Coimbra, 5 Marianne Steinbrecher, 6 Caroline Gattaz, 7 Hélia de Souza, 8 Valeska Menezes, 9 Wélissa Gonzaga, 10 Virna Dias, 11 Ana Chagas, 12 Leila Barros, 14 Fernanda Venturini, 15 Arlene Xavier, 16 Fabiana Claudino, CT: Jose Guimaraes

### Secondo posto
Formazione: 2 Simona Rinieri, 3 Elisa Togut, 4 Manuela Leggeri, 5 Sara Anzanello, 8 Jenny Barazza, 9 Nadia Centoni, 11 Darina Mifkova, 12 Francesca Piccinini, 14 Eleonora Lo Bianco, 15 Antonella Del Core, 16 Francesca Ferretti, 17 Paola Cardullo, CT: Marco Bonitta

### Terzo posto
Formazione: 1 Prikeba Phipps, 2 Danielle Scott, 3 Tayyiba Haneef, 4 Lindsey Berg, 5 Stacy Sykora, 6 Elisabeth Bachman, 7 Heather Bown, 8 Greichaly Cepero, 9 Ogonna Nnamani, 10 Sarah Drury, 11 Robyn Ah Mow, 12 Nancy Meendering, 13 Tara Cross, 14 Elisha Thomas, 15 Logan Tom, 16 Sarah Noriega, 17 Therese Crawford, 18 Cynthia Barboza, CT: Yoshida Toshiaki

## Classifica finale
| Classifica | Squadre         |
| ---------- | --------------- |
|            | Brasile         |
|            | Italia          |
|            | Stati Uniti     |
| 4          | Cuba            |
| 5          | Cina            |
| 6          | Germania        |
| 7          | Russia          |
| 8          | Polonia         |
| 9          | Giappone        |
| 10         | Thailandia      |
| 11         | Corea del Sud   |
| 12         | Rep. Dominicana |